# Emilio de' Cavalieri
Pour les articles homonymes, voir Cavalieri.
Œuvres principales
- La rappresentazione di anima e di corpo

Emilio de' Cavalieri, né en 1550 et mort le 11 mars 1602 à Rome, est un compositeur italien de la seconde moitié du XVIe siècle.

## Biographie
Né et mort à Rome, Cavalieri poursuit une carrière « administrative » dans cette ville jusqu'en 1587. Entre 1587 et 1600, il réside à Florence en tant qu'intendant des arts à la cour, et effectue de nombreux séjours à Rome où il revient définitivement en 1600.
Emilio de' Cavalieri est l'un des membres de la Camerata fiorentina et l'un des inventeurs avec Jacopo Peri et Giulio Caccini du style monodique appelé « monodie accompagnée », ou style récitatif, qui devait donner naissance à l'opéra italien. La primeur est donnée à la mélodie soutenue suivant la technique de la basse continue par une harmonie d'accompagnement confiée à un clavier et à un (ou quelques) instrument(s) de basse, appelés continuo.
Son œuvre majeure est La rappresentatione di anima e di corpo (1600), sorte d'oratorio ou moralité mise en musique. Quand il est créé (dans une église, à Rome), cet oratorio est mis en scène, ce qui le différencie des oratorios ordinaires et lui ferait mériter plutôt la qualification d'opéra religieux (genre qui n'a jamais vu le jour). Relevant le côté hybride de ces formes musicales en train de naître, certains musicologues voient dans cette œuvre de Cavalieri le premier opéra, supplantant ainsi La Dafne de Jacopo Peri.
Une autre grande œuvre de Cavalieri est sa mise en musique des Lamentationes Hieremiæ Prophetæ (« Lamentations du prophète Jérémie »).

## Œuvres
- Intermedii della Pellegrina
- La Disperazione di Fileno (perdue)
- Il Satiro (perdue)
- L'Ascensione del Nostro Salvatore (avant 1588)
- Godi turba immortale, madrigale e Canzone a ballo (O che nuovo miracolo) (Venise 1591) da Intermedi et concerti composti per la commedia La Pellegrina rappresentata nel 1589
- Il Satiro e La disperazione di Fileno (Texte : Laura Guidiccioni, Florence, 1590)
- Il gioco della cieca (Texte : Laura Guidiccioni, Florence, 1595)
- Lamentationes Hieremiæ Prophetæ (Lamentations du prophète Jérémie), responsori a 1-5 voci (1599)
- La rappresentatione di anima e di corpo (per recitar cantando), dramma per musica in 1 prologo e 3 atti, in collaborazione con Padre Agostino Manni (Rome, 1600)
- Dialogo di Giunone e Minerva (Battista Guarini, 1600) (musique perdue)

## Discographie (sélective)
- Lamentations, Le Poème Harmonique, dir. Vincent Dumestre (2001, Alpha)
- La rappresentatione di anima e di corpo, L'Arpeggiata, dir. Christina Pluhar (2004, 2CD Alpha)
- La rappresentatione di anima e di corpo, Chœur de la Staatsoper de Berlin et Akademie für Alte Musik Berlin, dir. René Jacobs (2014, 2CD Harmonia Mundi HMC 902200.01)